# Ursulinen

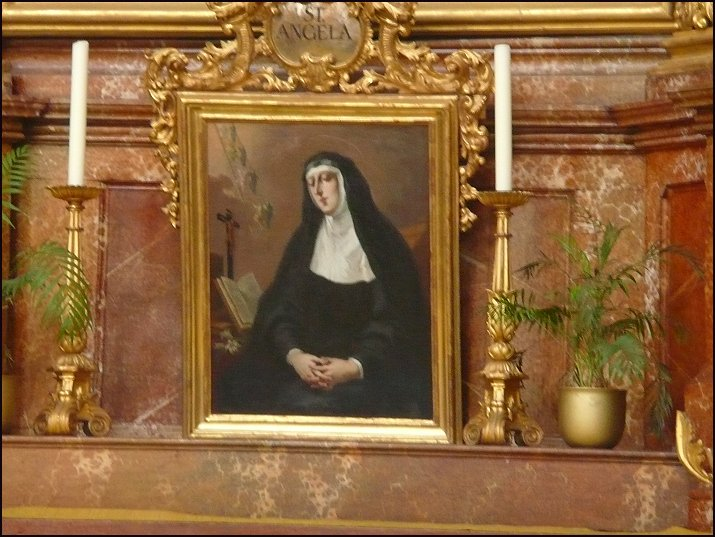
Die hl. Angela Merici, Gründerin der Ursulinen. Ölbild von Bartolomeo Altomonte

Weltweite Verbreitung der Ursulinen (2006)

Die Ursulinen, eigentlich Gesellschaft der heiligen Ursula lateinisch Ordo Sanctae Ursulae, Ordenskürzel OSU, früher auch Ursulinerinnen genannt, sind eine von Angela Merici 1535 in Brescia gegründete Ordensgemeinschaft, die in der Erziehung und Bildung von Mädchen wirkt. Die Anfänge der Arbeit der Ursulinen gelten als der „Anfang der gesamten neuzeitlichen Mädchenerziehung“. Die Ursulinen stehen unter dem Patronat der hl. Ursula.

## Geschichte

### Ursprünge
In der ursprünglichen Form der Compagnia di Sant’Orsola („Gesellschaft der heiligen Ursula“) lebten Frauen nach den evangelischen Räten Armut, Ehelosigkeit und Gehorsam, jedoch ohne durch die feierliche Profess und damit an die Klausur eines Klosters gebunden zu sein. Sie wohnten weiterhin in ihren Familien, trafen sich regelmäßig zu Gottesdienst, Gebet und geistlicher Weiterbildung und trugen auch weiterhin gewöhnliche Kleidung. Ziel der Gemeinschaft war es, einander im religiösen Leben zu stärken und durch ihre Lebensführung andere zum Leben nach dem Evangelium zu ermutigen. Dies war nicht mit einer bestimmten Aufgabe verbunden. Die „Compagnia di Sant’Orsola“ war in gewisser Hinsicht das erste Säkularinstitut. Für diese Gemeinschaft schrieb Angela Merici eine Regel.
Nach Angelas Tod wurden die Mitglieder der Gemeinschaft zunehmend mit Katechismusunterricht betraut, der in der Folge des Konzils von Trient überall angeboten wurde. Kardinal Karl Borromäus, der Erzbischof von Mailand, übertrug ihnen die Betreuung von Waisenmädchen; dabei erkannten die Ursulinen die Notwendigkeit eines gemeinschaftlichen Lebens.

### Verbreitung
Über Avignon verbreiteten sich die Ursulinen sehr schnell in Frankreich. Zunehmend erteilten sie auch Unterricht in den Elementarfächern Lesen, Schreiben, Rechnen und Handarbeit. Anfang des 17. Jahrhunderts wandelte sich die Gemeinschaft zu einem klausurierten Orden; dies geschah sowohl auf Wunsch der Schwestern selbst als auch durch äußeren Druck. Obwohl sie nun den strengen Vorschriften der Klausur unterlagen, blieb die Mädchenerziehung Aufgabe der Schwestern.
Im Jahre 1639 kamen die ersten Ursulinen nach Köln und gründeten dort das erste Ursulinenkloster auf deutschem Boden. Heute gibt es Ursulinen in fast allen Teilen der Welt. Sie leben sowohl in Klöstern als auch in Wohnungen. Insgesamt gehören dem Orden mehr als 10.000 Schwestern an.

### Zusammenschlüsse und Kongregationen
- Die Römischen Union des Ordens der hl. Ursula, auch Ursulinen der Römischen Union genannt, wurde am 25. November 1900 auf Wunsch Papst Leo XIII. gegründet.[3] Ihr gehören 27 Provinzen in 34 Ländern an. In Österreich bestehen drei Konvente der Ursulinen der Römischen Union, nämlich in Klagenfurt, Salzburg und Wien. Sie gehören seit 2015 zur slowenischen Provinz.[4]
- Zur Föderation deutschsprachiger Ursulinen (Ursulinen der Deutschen Föderation) gehören 29 Konvente und Filialen, davon 25 in Deutschland, zwei in Österreich (in Graz und in Innsbruck) sowie je eine in Südtirol (Bruneck) und in Chile (Santiago de Chile).[5]
- Daneben gibt es die Kongregation von Calvarienberg-Ahrweiler in Deutschland mit drei Niederlassungen.[6]

Weitere Ursulinen sind:
- Ursulinenschwestern vom heiligen Herzen Jesu im Todeskampf (USKJ)
- Gesellschaft der heiligen Ursula von Anne de Xainctonge, 1606 gegründet

Neben die traditionelle Erziehungstätigkeit sind inzwischen viele weitere Apostolate getreten.

### Säkularinstitut der heiligen Angela Merici
Das internationale Säkularinstitut St. Angela Merici ist ein Institut des geweihten Lebens. Es folgt der Lebensform aus den Gründerjahren um 1535. Am 25. Mai 1958 wurde es als Säkularinstitut päpstlichen Rechts anerkannt. Heute sind die Säkularursulinen weltweit tätig. Die Satzungen fußen auf den Grundsätzen der hl. Angela, die Frauen weihen ihr Leben der Nachfolge Jesu Christi und versprechen ein Leben nach den evangelischen Räten. Die erste Zeit nach der Aufnahme besteht in einer zweijährigen geistlichen Ausbildung und schließt mit der zeitlichen Profess ab. Diese wird nach zwei Jahren für weiteren drei Jahren abgelegt. Nach fünf Jahren erfolgt mit der ewigen Profess die endgültige Aufnahme in das Säkularinstitut.

## Bekannte Ursulinen
- Marie de l’Incarnation (Marie Guyart) (1599–1672), ging 1639 als Missionarin nach Kanada
- Jeanne des Anges (1602–1665), Oberin in Loudun, Schriftstellerin und Mystikerin, Frankreich
- Isabella Leonarda (1620–1704), Komponistin in Novara, Italien
- die ursulinischen Märtyrinnen († 17.–23. Oktober 1794), wurden in der Zeit der französischen Revolution in Valenciennes auf dem Schafott hingerichtet
- Ursula Ledochowska (1865–1939), gründete die Ursulinenschwestern vom heiligen Herzen Jesu im Todeskampf
- Blandine Merten (1883–1918), Lehrerin, wurde 1987 seliggesprochen
- Maria Lucia Vecerka (1892–1971), Lehrerin, führte in Wien während der NS-Zeit die Ordensschule nach deren Auflösung als illegale Geheimschule weiter – auch für jüdische Kinder.
- Tisa von der Schulenburg, Schwester Paula (1903–2001), Bildhauerin und Zeichnerin
- Johanna Eichmann (1926–2019), Lehrerin und Oberin der Ursulinen in Dorsten, Begründerin des Jüdischen Museums Westfalen
- Dianna Ortiz (1958–2021), Aktivistin gegen Folter
- Cristina Scuccia (* 1988), Erzieherin und Popsängerin

## St.-Ursula-Schulen
- → Hauptartikel: St.-Ursula-Schule